# Theodor Grigoriu
Theodor Grigoriu, né le 25 juillet 1926 à Galați – mort le 21 mai 2014 à Bucarest, est un compositeur et musicologue roumain.

## Ouvrages
- Muzica și Nimbul Poeziei, Ed. Muzicală, București 1986
- Vă rog, reveniți, dragi maeștri, Ed. Didactică și Muzicală, București, 2012
- Autobiografie, Editura Muzicală, București, 2007